# شوتا كاغياما
شوتا كاغياما (景山将太 كاغياما شوتا) هو ملحن ياباني ولد في 26 أغسطس 1982 في نيشينوميا، هيوغو.

## أعماله في الأنمي

### مسلسلات أنمي تلفزيونية
- بوكيمون أوريجينز (بالتعاون مع هيرواكي هاياما)

## أعماله في ألعاب الفيديو
- لومينوس آرك
- سوبر سماش برذرز براول
- سلسلة ألعاب بوكيمون
  - بوكيمون هارت غولد/سول سيلفر
  - بوكيمون بلاك/وايت
  - بوكيمون بلاك 2/وايت 2
  - بوكيمون إكس/واي
  - بوكيمون أوميغا روبي/ألفا سافاير
  - بوكين تورنامنت

## وصلات خارجية
- شوتا كاغياما على موقع IMDb (الإنجليزية)
- شوتا كاغياما على موقع ميوزك برينز (الإنجليزية)
- شوتا كاغياما على موقع قاعدة بيانات الفيلم (الإنجليزية)

- صفحة IMDb
- صفحة Bulbapedia